# Badonviller
Badonviller (Duits: Badenweiler) is een gemeente in het Franse departement Meurthe-et-Moselle in de regio Grand Est en maakt deel uit van het arrondissement Lunéville. De gemeente telde 1.533 inwoners op 1 januari 2022.

## Geschiedenis
Badonviller was de hoofdplaats van het gelijknamige kanton tot het op 22 maart 2015 werd opgeheven en de gemeenten werden opgenomen in het kanton Baccarat.

## Geografie
De oppervlakte van Badonviller bedraagt 21,95 vierkante kilometer; Op 1 januari 2022 was de bevolkingsdichtheid 69,8 inwoners per km².

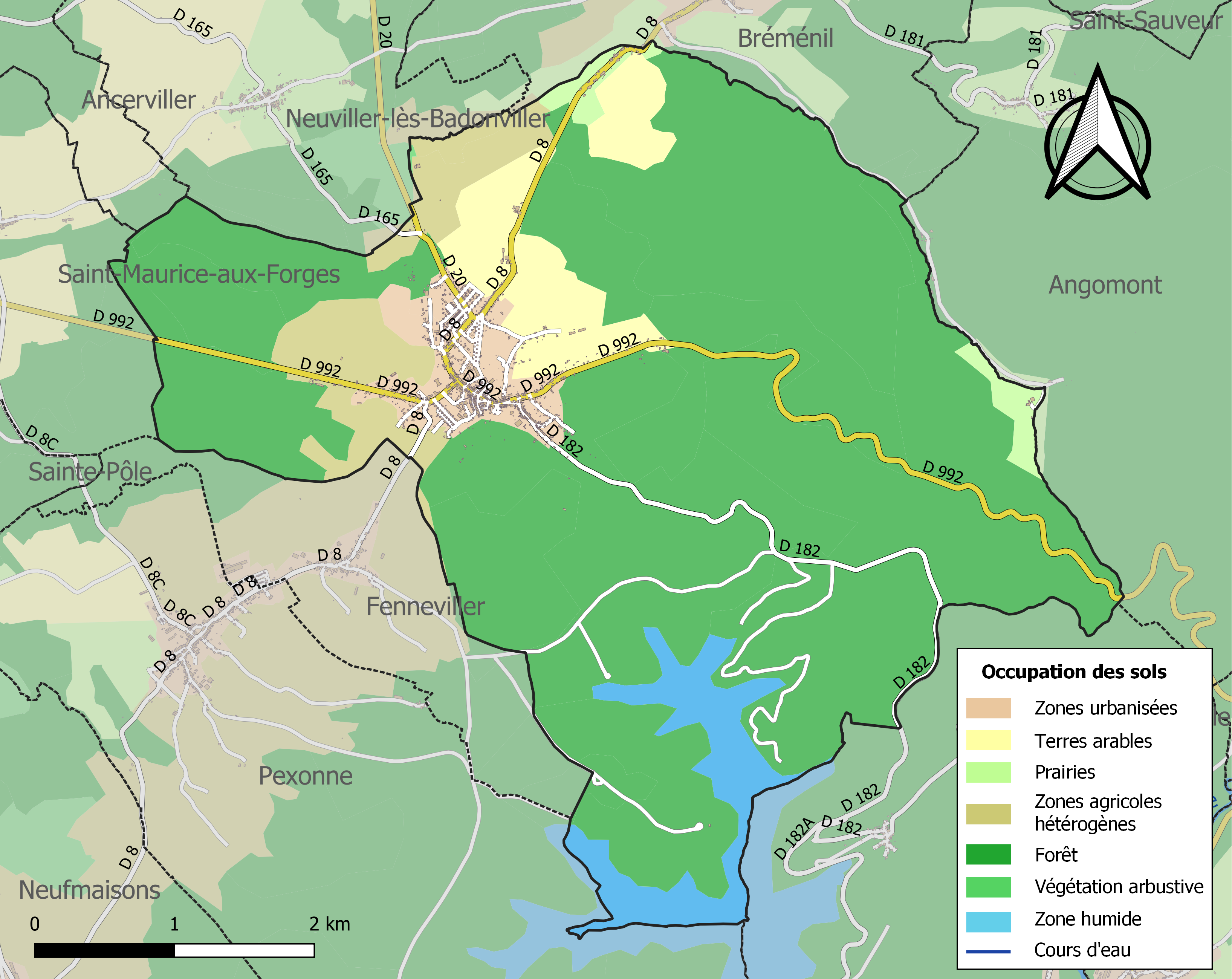
Kaart van de gemeente met de belangrijkste infrastructuur, bodemgebruik en omliggende gemeenten

## Demografie
Onderstaande figuur toont het verloop van het inwonertal.

## Geboren in Badonviller
- Charles Messier, (1730) astronoom

## Foto's

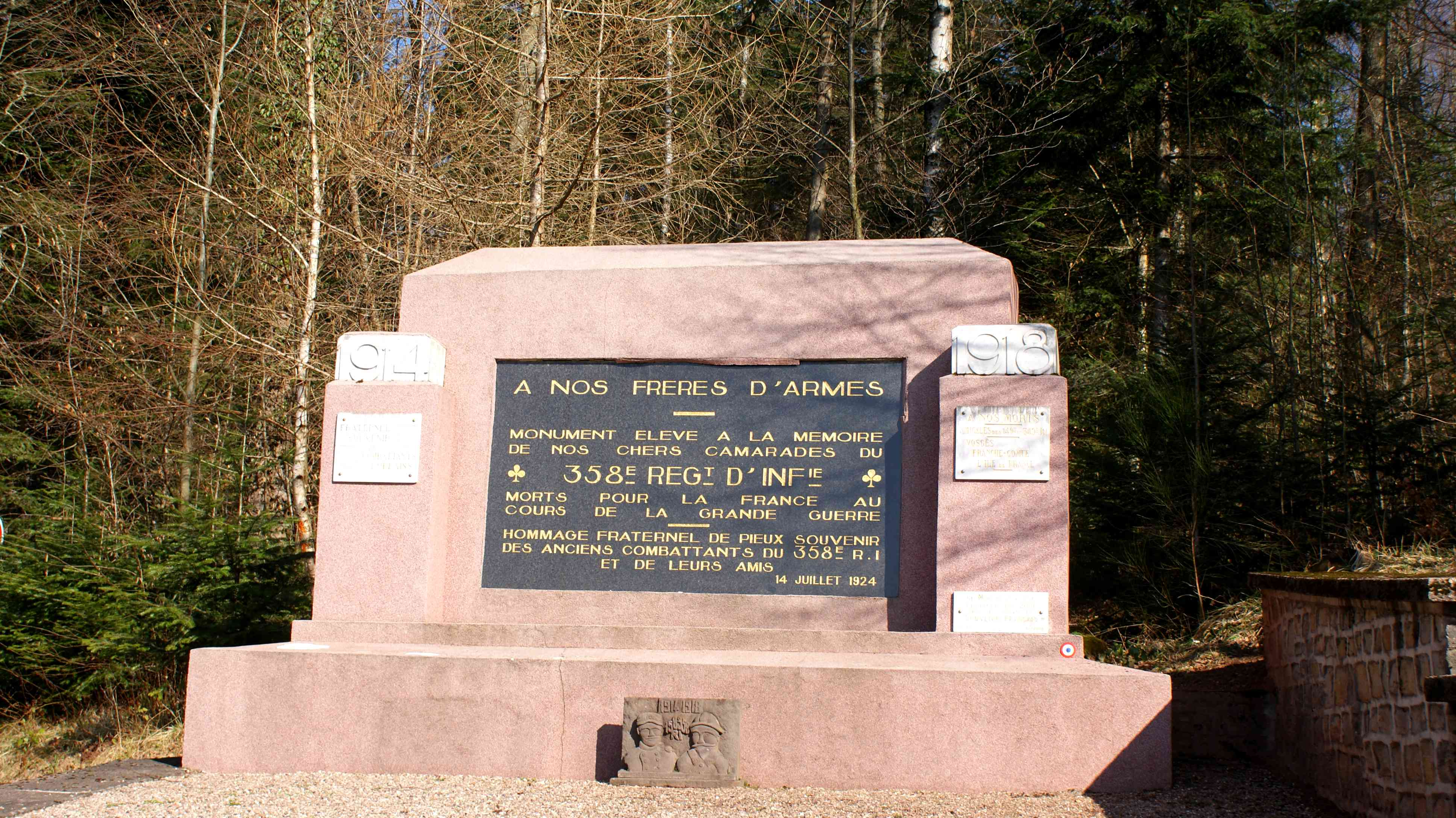
Monument du 358ème RI
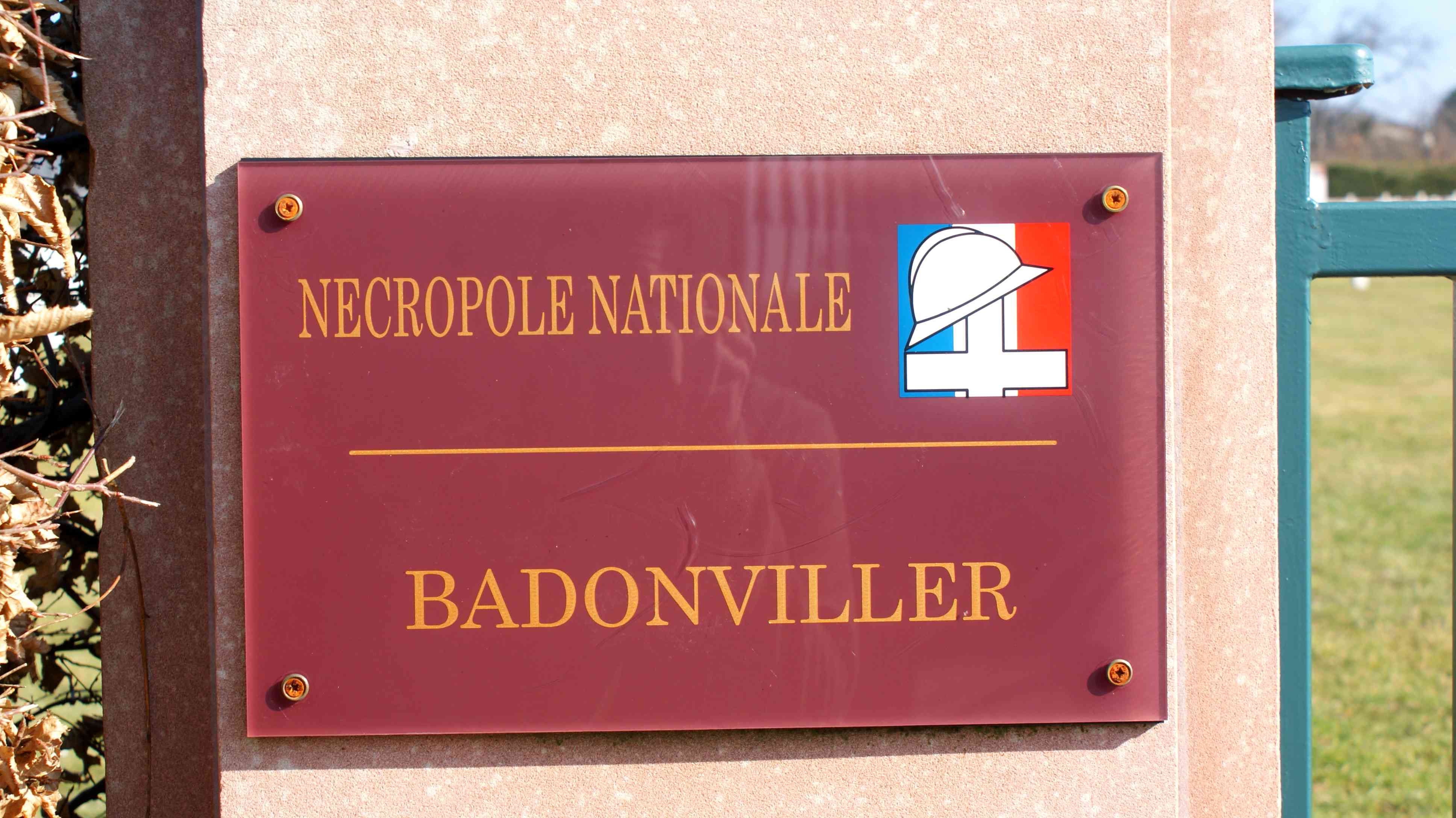
Cimetière militaire
Statue taillée le 15 février 1916
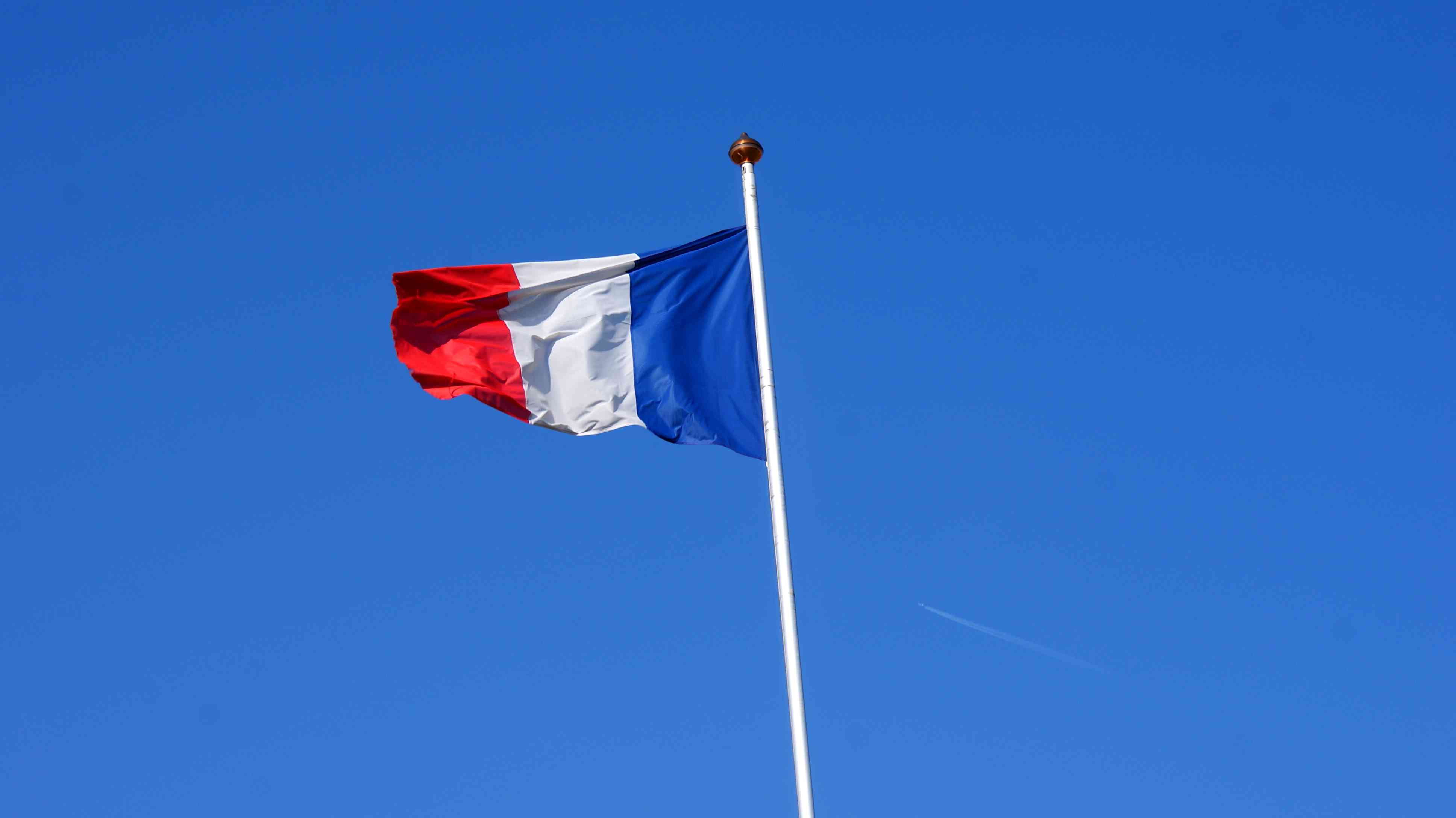
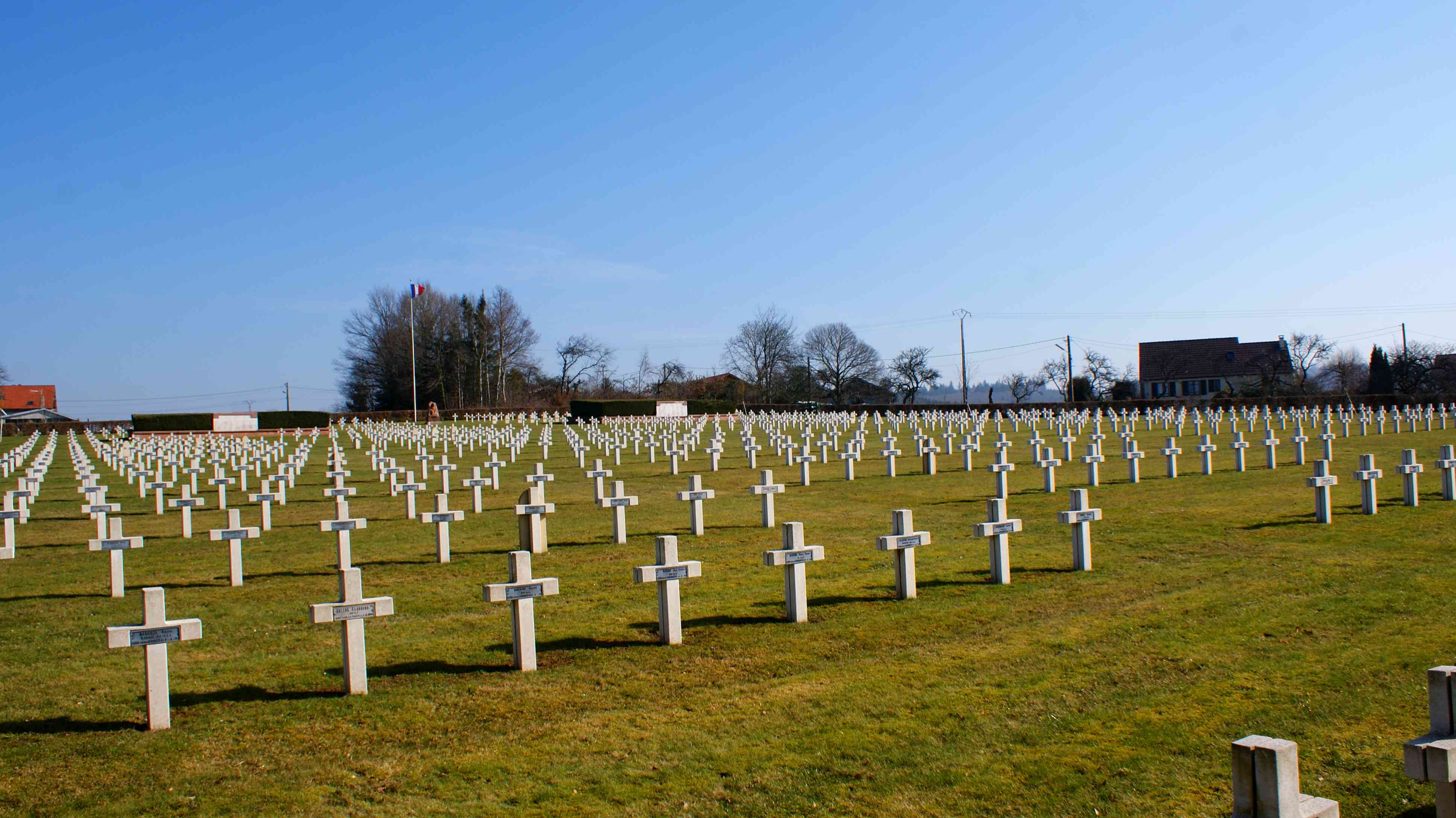
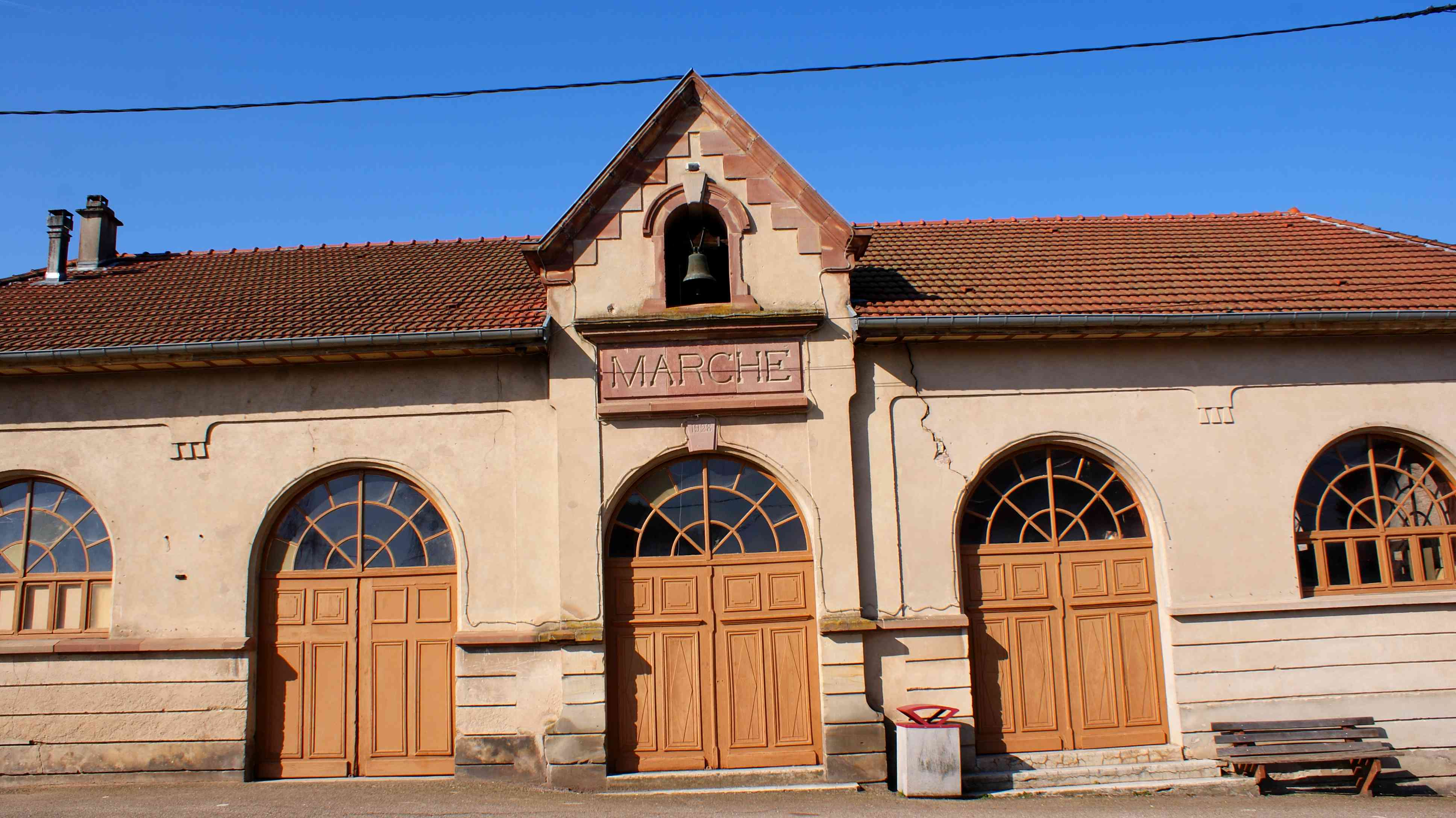
Marché couvert
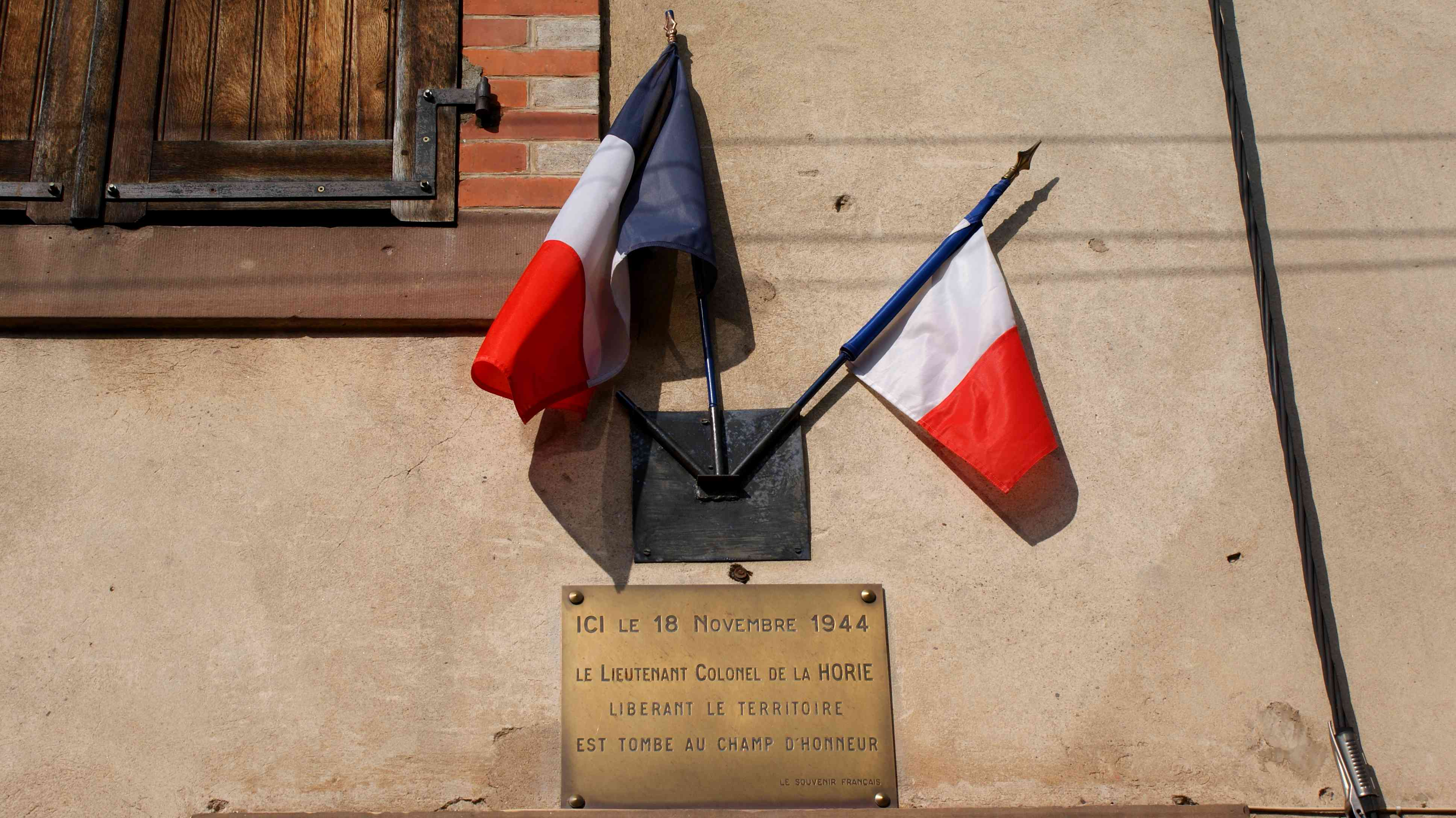
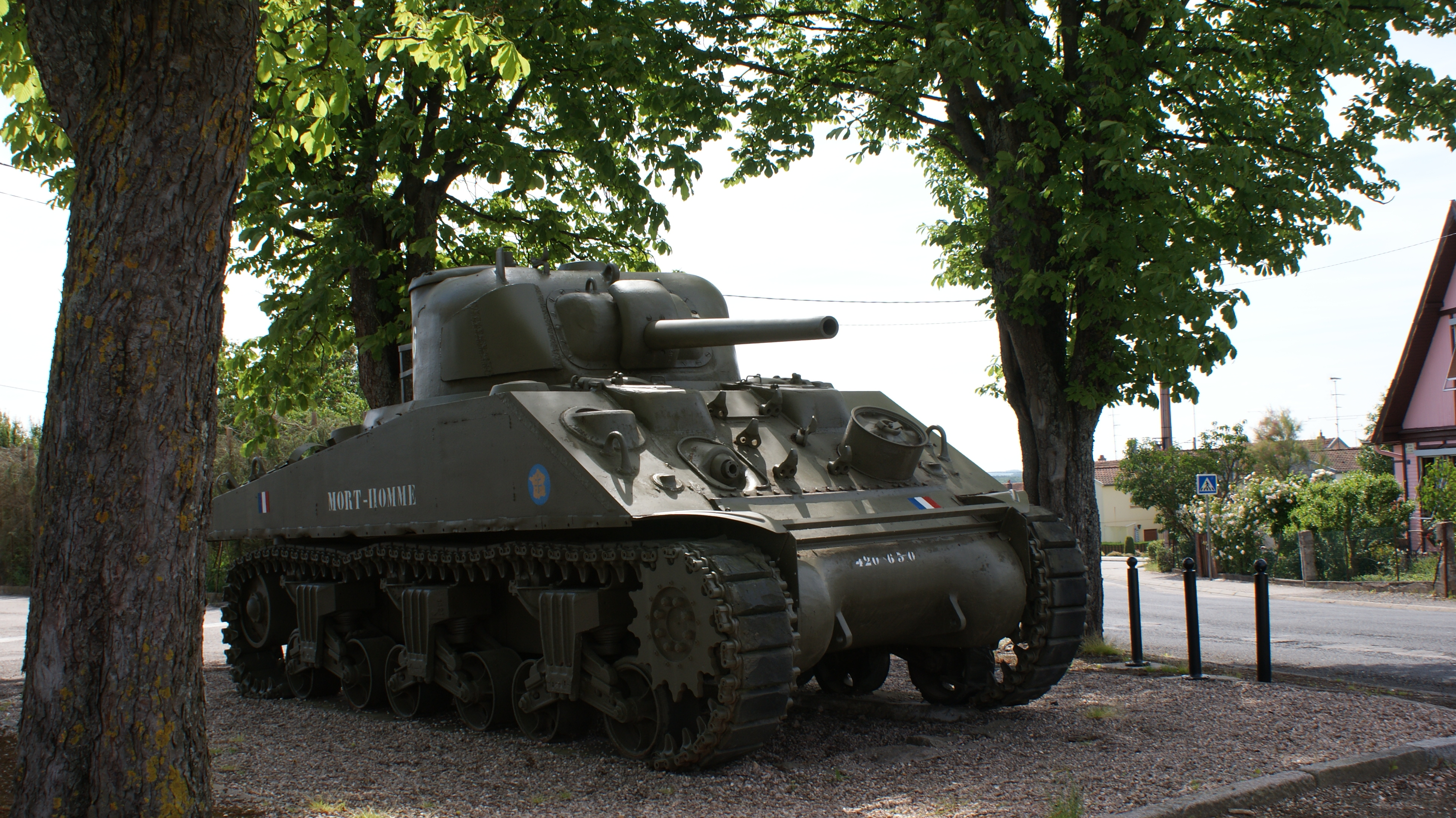